# Justyn Lizander
Justyn Lizander (zm. 1841) – polski artysta malarz i dekorator teatralny.

## Życiorys
Wywodził się rodziny pochodzącej z Kurlandii, która w XVI wieku uzyskała szlachectwo polskie i własny herb Lizander. Studiował w Akademii Wileńskiej, gdzie uczył się pod kierunkiem Franciszka Smuglewicza. Przed rokiem 1814 opuścił Wilno i osiedlił się w Warszawie. W latach 1814–1817 pracował w Teatrze Narodowym w Warszawie jako drugi dekorator, w latach 1817–1818 jako pierwszy dekorator. Stworzył dekoracje do dramatu Prawo gościnności, komedii Podróż z Berlina do Potsdamu (1817), opery Janek i Stefanek i do tragedii Cyd (1818).
W 1819 roku na Wystawie Sztuk Pięknych w Warszawie wystawił portret aktora Ignacego Werowskiego w roli Cyda. Obraz ten odznaczony został złotym medalem. Sukces zachęcił go do dalszej pracy. W 1821 roku ponownie wystawił kilka portretów swojego autorstwa, które były przychylnie odebrane. W 1823 roku wystawił kolejna grupę obrazów. Potem na krótko wyjechał do Petersburga.
W późniejszym okresie nie prezentował już swoich dzieł na warszawskich wystawach sztuk pięknych. Pracował jako malarz wędrowny. Namalował między innymi: Obraz Wieczerzy Pańskiej dla kościoła Dominikanów w Płocku, ufundowany przez gminę. Ponadto zachowały się informacje o jego obrazach: Kuglarz, Żyd z kubkami, Św. Cecylia oraz o autoportrecie. Zmarł w biedzie w Warszawie w roku 1841.
Justyn Lizander był trzykrotnie żonaty. Jego żonami były z Agata z Kozłowskich, Dominika z Sorokiewiczów i Karolina z Łobieńskich.